# Louis-Georges-François Pillichody
Louis-Georges-François Pillichody de Bavois, né le 15 septembre 1756 à Yverdon et décédé le 2 août 1824, noyé au large de Saint-Aubin, était un général et homme politique suisse de la Révolution française et du Premier Empire.

## Biographie
Il est le fils de François-David Pillichody et de Marianne Rusillion, il est né à Yverdon le 7 septembre 1756. Il est nommé sous-lieutenant le 1er juillet 1773 au régiment suisse d'Erlach au service de France. Il devient capitaine le 1er mai 1782.
Le 24 janvier 1783, il devient major de la ville à Yverdon. En 1798, il est fait lieutenant-colonel de la Légion fidèle. Il est arrêté le 28 février 1798 par l'armée française à Payerne. Il est emmené à Paris.
Il reçoit le titre de colonel en 1799 de la part de Louis XVIII. Il est nommé général en 1799. Son grade est confirmé en 1816, lorsqu'il devient second aide de camp du comte d'Artois.
En 1821, il prend sa retraite. Il s'installe à Saint-Aubin-Sauges. Durant une partie de pêche sur le lac de Neuchâtel un coup de vent fait chavirer son embarcation, il périt sous les eaux le 2 août 1824.